# 罗贝尔·加尼耶
罗贝尔·加尼耶（法語：Robert Garnier，1544年—1590年9月20日），文艺复兴时期欧洲作家，出生于法国城市贝尔纳堡。他的一生主要使用法语写作诗歌和戏剧等文学著作，尤其是他的悲剧作品都以古典榜样进行效仿创作。

## 扩展阅读
- 本条目包含来自公有领域出版物的文本: Chisholm, Hugh (编).  (第11版). London: Cambridge University Press. 1911.